# Hoffmannia tuerckheimii
Hoffmannia tuerckheimii là một loài thực vật có hoa trong họ Thiến thảo. Loài này được Donn.Sm. mô tả khoa học đầu tiên năm 1909.